# Neorealism (statsvetenskap)
Neorealismen eller strukturell realism är en teori inom internationella relationer som menar att makt är den viktigaste faktorn inom internationella relationer. Teorin beskrevs först av Kenneth Waltz i sin bok Theory of International Politics redan 1979. Gemensamt med neoliberalismen är att de är båda två en av de mest inflytelserika samtidsstrategierna för internationella relationer och båda perspektiven har dominerat teorin om internationella relationer under de tre senaste decennierna. Det internationella systemets anarkiska karaktär skapar en permanent osäkerhet och suveränitetsprincipen anger att stater besitter den högsta makten i det internationella systemet. Staters beteende präglas av ett konstant säkerhetsdilemma, vilket innebär en förhöjd risk för en upptrappningsspiral.

## Ursprung
Neorealismen är en ideologisk avvikelse från Hans Morgenthaus skrivning om klassisk realism. Den klassiska realismen förklarade att den internationella politiken var baserad på människans natur och är därför beroende av världsledares egoism och känslor. Neorealister föreslog istället att strukturella begränsningar istället för strategi, egoism eller motivation skulle komma till att avgöra beteendet inom internationella relationer. 

## Teori
Det internationella systemet består av poler och kan antingen vara multipolärt, unipolärt eller bipolärt. Waltz menar att ett bipolärt system är den bästa garanten för en stabil världsordning präglad av maktbalans.
Unipolärt: Endast en stormakt.
Bipolärt system: Två stormakter och är enligt neorealister det säkraste systemet.
Multipolärt: Fler än två stormakter.

## Typer
Den relativa fördelningen av makt avgör staters position i det internationella systemet, varpå man ofta talar om två olika typer av neorealism. Båda typerna är överens om att systemets struktur är det som får stater att tävla med varandra. När det kommer till de två olika typerna av neorealism förekommer begreppet säkerhetsdilemmat ofta.

### Defensiv realism
Den defensiva realismen myntades av Kenneth Waltz och han menar i första hand att stater är säkerhetsmaximerare och det nationella intresset inskränker sig primärt till överlevnad.

### Offensiv realism
Den offensiva realismen myntades av John Mearsheimer och han menar att offensiv realism indikerar att stater söker aktivt efter möjligheter att utöka sin relativa maktposition på bekostnad av andra stater. Det slutar med en regional hegemoni.

## Kända neorealister
- Kenneth Waltz

- John Mearsheimer

- Stephen Walt
- Robert J. Art
- Richard K. Betts
- Robert Gilpin
- Marc Trachtenberg
- Barry Posen
- Jack Snyder